# Cluzobra fluminense
Cluzobra fluminense är en tvåvingeart som beskrevs av Dalton de Souza Amorim och Oliveira 2008. Cluzobra fluminense ingår i släktet Cluzobra och familjen svampmyggor. Inga underarter finns listade i Catalogue of Life.